# Bolszaja Konstantinowka
Bolszaja Konstantinowka (ros. Большая Константиновка) – wieś (sieło) w Rosji, w obwodzie samarskim, w rejonie koszkińskim. W 2010 liczyła 313 mieszkańców.